# فيل ميرفي (لاعب اتحاد الرغبي)
فيل ميرفي (بالفرنسية: Phil Murphy) (و. 1976  م) هو لاعب اتحاد الرغبي كندي، ولد في سانت جونز، مركز لعبه هو رقم 8 ‏.

## التعليم
تعلم في Methodist College Belfast ‏.

## روابط خارجية
- فيل ميرفي على موقع دوري الرغبي الممتاز (الإنجليزية)
- فيل ميرفي عل موقع إسبنسكروم (الإنجليزية)
- فيل ميرفي على موقع ItsRugby.co.uk (الإنجليزية)